# Teriantropia współczesna
Teriantropia współczesna (ang. Modern therianthropy) – zjawisko polegające na mimowolnym identyfikowaniu się osoby zwanej terianem (ang. therian) jako zwierzę inne od człowieka rozumnego. Utożsamianie się to opiera się na subiektywnym przekonaniu, a także na bezwiednych zachowaniach i doświadczeniach osoby wykazujących, że jest w jakiś sposób i do pewnego stopnia zwierzęciem.
W zależności od personalnego postrzegania genezy tego zjawiska wyróżnia się teriantropię psychologiczną oraz spirytualną, opartą na przekonaniach duchowych.

## Społeczność

### Historia
16 listopada 1992 roku utworzono grupę dyskusyjną Alt.horror.werewolves (AHWW) na systemie grupie dyskusyjnych Usenet. Początkowo skupiała się ona na wymianie doświadczeń osób zainteresowanych wilkołakami w filmach grozy i książkach, a szerzej – w mitologii. Wkrótce po jej utworzeniu członkowie zaczęli poruszać inne wątki, wielu zaczęło twierdzić, że czuje więź z wilkołakami i innymi istotami mitycznymi, co stopniowo zyskiwało na znaczeniu.
7 listopada 1993 roku osoba o pseudonimie Ron rozpoczęła rozmowę na grupie AHWW na temat swoich snów o byciu nietoperzem oraz odczuwania tożsamości nietoperza postem zatytułowanym Stop howling, we heard you already. Dyskusja ta jest uważana za punkt początkowy współczesnej teriantropii oraz społeczności internetowej z nią związanej ze względu na bycie katalizatorem do dalszych rozmów i przejęcia dla tego terminu nowego znaczenia. Mimo to minął rok, zanim zmiana ta została przyjęta. 13 grudnia 1994 roku członek o nazwie James Harrion III zaproponował, aby termin teriantropia, oryginalnie odnoszący się do mitologicznej zdolności człowieka do przeobrażenia się w zwierzę – teriantropia, zaczął być używany jako ogólniejszy zamiennik popularnego wówczas terminu likantropia. Propozycja ta została dobrze odebrana przez innych użytkowników. Wraz z tym słowo te zostało przyjęte, a osoby spełniające określone kryteria zaczęto nazywać teriantropami, co później skrócono dla zwięzłości do terian.
W międzyczasie, 4 listopada 1994 roku odbyło się pierwsze spotkanie społeczności AHWW zwane Howl, zorganizowane przez osobę o pseudonimie Smash Greywolf w Valley Lake Campground w Ohio. Na cześć tego wydarzenia oraz daty 7 listopada wspomnianej wcześniej, od 2017 do dziś, w każdą pierwszą listopadową pełnię obchodzony jest Dzień Teriantropii. Obecnie słowa Howl używa się jako określenie zaplanowanego zgromadzenia terian w rzeczywistości pozawirtualnej.
Z wczesnego etapu formowania się społeczności istotna jest kwestia powiązań ze społecznością Otherkin. Choć obie społeczności rozwijały się w tym samym czasie – przyjmuje się datę 1990 jako początkową dla otherkin – to odbywało się to w sposób równoległy i niezależny. Dopiero w 1996 społeczności te dowiedziały się o swoim wzajemnych istnieniu, a ich integracja zajęła jeszcze kolejne lata.

Theta-delta, symbol teriantropii od 2003 roku

W 2003 roku został stworzony symbol teriantropii – Theta-Delta. Składa się z dwóch liter greckich ułożonych jedna na drugiej: znaków delta i theta.

### Teriantropia jako społeczność
Może być określona jako rozproszona zbiorowość czy też subkultura osób, które identyfikują się jako terianie, zarówno w przestrzeni internetowej, jak i offline. Tworzą ją osoby, których działania lub interakcje kształtują to, co powszechnie uznawane jest za społeczność terian. Może być to pod postacią tworzenia terminów, prowadzenia dyskusji, udostępniania własnych doświadczeń czy nagrywania materiałów na platformy takie jak TikTok, czy YouTube.

### Kategoryzacja
Teriantropia jest obecnie kategoryzowana jako podgrupa do subkultury Otherkin lub szerzej do określenia zbiorczego Alterhuman, obejmującego każdy rodzaj identyfikacji stanowiący alternatywę dla powszechnej społecznej koncepcji ludzkości.

## Charakterystyka
Therian lub też rzadziej używana forma teriantrop (ang. Therianthrope) to osoba integralnie identyfikująca się jako zwierzę. Z założenia rozumie swoją identyfikację w sposób niefizyczny; jest w pełni świadoma ograniczeń swojego ciała oraz posiada zdolność panowania nad swoimi działaniami podczas stanów zwanych shiftami (ang. shifts), podczas których to czuje i zachowuje się bardziej instynktownie i zwierzęco. Kontrola ta jednoznacznie wyklucza przyrównywanie zjawiska teriantropii do zaburzeń klinicznych takich jak kliniczna likantropia oraz zoantropia, w których podstawą jest fizyczne przekonanie o byciu zwierzęciem mające swoje podłoże w psychozie.
Niektórzy terianie identyfikują się jako wymarłe zwierzęta, co nazywa się paleoteriantropią (ang. paleotherianthropy). Z kolei kladoterianie (ang. cladotherianthropes) identyfikują się nie jako konkretny gatunek, ale raczej jako rodzina lub rodzaj. Wielu jest także politerian (ang. polytherians) identyfikujących się z kilkoma gatunkami na raz.
Doświadczenie każdego teriana jest odmienne; każda osoba odczuwa i pisze o swojej identyfikacji inaczej, ma w związku z nią różne potrzeby. Niejednakowo odkrywa oraz rozumie siebie. Większość terian żyje we względnie podobny sposób do innych ludzi, lecz ich doznania często mają wpływ na decyzje, które podejmują oraz aktywności, którymi się zajmują.

### Wykształcenie tożsamości
Przyjmuje się, że nie istnieje możliwość świadomego wyboru teriotypu (ang. Theriotype lub Therioside), czyli gatunku zwierzęcia, z którym dana osoba się identyfikuje. Tożsamość pojawia się lub rozwija się w sposób samoistny i immanentny. Może przebiegać to zarówno w sposób dynamiczny jak i stopniowy. Proces ten nazywa się przebudzeniem (ang. awakening). Przyjmuje się, że najpospolitszym okresem uświadomienia siebie jako terian przez jednostkę jest nastoletniość aż do młodej dorosłości, lecz nie jest to regułą. Istnieje wiele osób mówiących o odkrywaniu swojego teriotypu w wieku dziecięcym oraz dorosłości.

## Doświadczenia

### Shifty
Są to doświadczenia, podczas których terianie czują się bardziej jak ich teriotyp, mają z nim większe połączenie. Mogą być pozytywnymi lub negatywnymi doświadczeniami i mieć różną siłę i częstotliwość. Zazwyczaj są tymczasowe. Społeczność przyjmuje, że nie trzeba doświadczać shiftów, aby być terianem, a jednocześnie można je też odczuć, identyfikując się w pełni jako człowiek. 
- Shift mentalny (ang. mental shift): tymczasowa zmiana sposobu myślenia z ludzkiego na teriotypu, na bardziej instynktowne. Podczas tego shiftu osoba zazwyczaj przejawia zwierzęce zachowania i wokalizacje[6][9].
- Shift fantomowy (ang. phantom shift): doświadczanie dodatkowych fantomowych kończyn, lub pełnego fantomowego ciała teriotypu, alternatywnie zmiana odczuwania obecnych. Może być to opisane jako wrażenie posiadania przyczepionych nieludzkich części ciała, jednak nie można tego utożsamiać z kończynami fantomowymi. Odczucia fantomowe są najczęściej zgłaszane jako skrzydła, ogony, pyski, łuski, pazury i futro.[25].
- Shift senny (ang. dream shift): występuje, gdy osoba jest częściowo lub całkowicie teriotypem we śnie, podczas gdy ciało fizyczne pozostaje niezmienione. Shift ten może wystąpić zarówno podczas świadomego i zwykłego śnienia[6].
- Shift sensoryczny (ang. sensory shift): występuje, gdy zmysły osoby tymczasowo stają się bardziej podobne do zmysłów teriotypu. Może to obejmować dowolny typ zmysłu[22].
- Shift cameo (ang. cameo shift): występuje, gdy osoba doświadcza shiftu zwierzęcia niebędącego teriotypem. Może być dowolnego charakteru, to znaczy mentalny, fantomowy, senny, a także dotyczyć jeszcze nieodkrytego teriotypu[6].

### Instynkty i zachowania
Wielu terian odczuwa różnego rodzaju instynkty czy też przejawia zachowania związane z ich teriotypem, których pochodzenie ciężko im wytłumaczyć poprzez ludzkie odczucia. Instynkty mogą mieć dowolny charakter, być związane z zabawą, obroną, czy chęcią polowania (ang. prey drive). Zachowania mogą mieć mniej lub bardziej mimowolny charakter, ich przykładami mogą być znaki niewerbalne takie jak ruchy, gesty lub postawy, potrzeby związane codziennym życiem i chęć ich integracji – spanie jak teriotyp i przebywanie w miejscach naturalnych dla danego gatunku, chęć poruszania się i wydawania odgłosów.

### Dysforia gatunkowa
Dysforia gatunkowa jest rodzajem dysforii dotyczącej postrzegania swojego ciała jako niewłaściwego gatunku. Osoby z nią uważają, że dzieje się tak, ponieważ ich ciało i życie nie odzwierciedlają wewnętrznej tożsamości. W rezultacie tego mogą odczuwać przygnębienie, dyskomfort lub dezorientację. Dysforia ta może mieć elementy dysmorfofobii i częściowo dzielić charakterystykę dysforii płciowej, jednak jakościowo jest doświadczeniem odmiennym, gdyż osoby z dysforią gatunkową skupiają się głównie na swoim gatunku, gdzie ciało jest tylko jednym z elementów subiektywnego odczuwania niezgodności. Obecnie trwają prace nad naukowym zdefiniowaniem dysforii gatunkowej w literaturze psychologicznej.

## Aktywności

### Quadrobics
Angielski termin bez uznanego polskiego tłumaczenia. Jest to forma sportu polegająca na aktywnościach takich jak chodzenie, bieganie, skakanie, trucht itp. na wszystkich czterech kończynach. Jest to rozpowszechniona aktywność wśród terian z czworonożnymi teriotypami, którzy włączają do niej naśladowanie ruchów zwierząt oraz inne elementy związane z ich tożsamością.

### Gear
Jest zbiorczą nazwą akcesoriów, których terian może używać, aby wyrazić siebie, poczuć się bardziej jak teriotyp. Gear w teriantropii jest często mylony z fursuitingiem, czyli aktem noszenia kostiumu nieistniejącego antropomorficznego stworzenia, które pojawia się w subkulturze furry. Częstymi przykładami gearu są ogony, maski, uszy, łapy, makijaż, ubrania, symbolika społeczności w różnych formach.

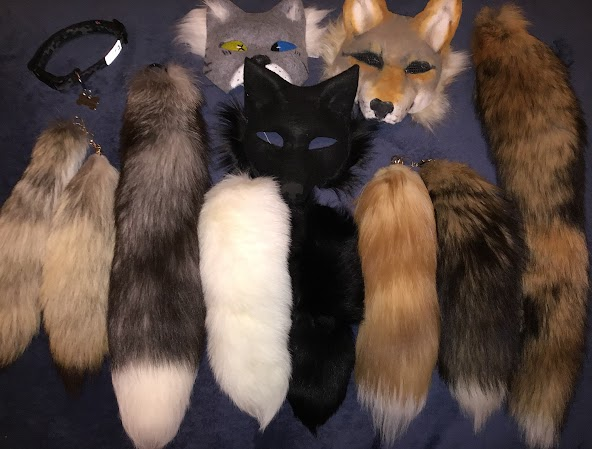
Przykładowe zdjęcie kolekcji gearu

### Wokale
Polegają na naśladowaniu dźwięków teriotypu. Obejmuje to różnorodne formy, takie jak mruczenie, miauczenie, syczenie, warczenie, ćwierkanie, skrzeczenie, pianie, wycie, szczekanie czy pomruki.

### Sztuka
Wielu terian wyraża swoją tożsamość poprzez kreatywną twórczość. Często realizują to, uwieczniając siebie w ilustrowanych formach, takich jak rysunki, obrazy czy szkice, tworzone zarówno metodami cyfrowymi, jak i tradycyjnymi. Kolejnym przykładem jest tworzenie własnego gearu, dopasowanego do unikalnych cech teriotypu, np. masek wykonanych z bazy. Inne formy ekspresji obejmują wiersze, opowiadania, animacje, dzienniki dokumentujące doświadczenia, a także awatary w rzeczywistości wirtualnej czy fotomanipulacje zdjęć, pozwalające nałożyć zwierzęce atrybuty.

## Psychologia
Nie istnieje jednoznaczna odpowiedź na to, co sprawia, że terianie identyfikują się jako zwierzęta inne niż człowiek. Teriantropia opiera się głównie na empirycznych doświadczeniach, a nie na danych naukowych. Do tej pory nie przeprowadzono żadnych badań neurobiologicznych dotyczących teriantropii, a badań psychologicznych jest niewiele, znajdują się na wczesnym etapie rozwoju.
W starszych badaniach teriantropia była analizowana głównie w kontekście psychiatrycznym, gdzie eksplorowana jest jako rodzaj psychozy, błędnej identyfikacji czy też ekstremalnego rodzaju depersonalizacji w depresji. Przy czym rozumiana jest w nich jako pojęcie tożsame do likantropii, co odbiega od współczesnego rozumienia terminu.
Nowsze badania, które odnoszą się już do współczesnej definicji teriantropii, nie wykazały związku z obniżonym stanem zdrowia psychicznego. Według jednego z nich terianie funkcjonują prawidłowo pod względem dobrostanu psychicznego oraz sugeruje potencjalne korelacje między teriantropią a czynnikami takimi jak neuroróżnorodność, schizotypowość czy przebyta trauma w dzieciństwie. Mogą one być powiązane ze względu na wynikłe różnice w przetwarzaniu sensorycznym oraz percepcji rzeczywistości. Nie wskazuje to jednak na patologię – wręcz przeciwnie, sugeruje się, że identyfikacja ta może pełnić funkcję ochronną, na przykład w kontekście schizotypowości. W związku z tym współczesne podejścia coraz częściej odchodzą od patologizowania tego zjawiska. Teriantropia może być interpretowana jako forma tożsamości stanowiącej odpowiedź na sztywne konstrukcje kulturowe dotyczące człowieczeństwa, a bardziej funkcjonalnym podejściem jest traktowanie jej jako części szerszego spektrum tożsamości międzygatunkowych.

## Spirytualność
Osoby identyfikujące się jako duchowi terianie wierzą, że są zwierzętami na poziomie duchowym. Zwykle nie koliduje to ani nie jest sprzeczne z wiarami religijnymi. Teriantropia może być włączana do innych systemów wierzeń, przy czym sama w sobie nie jest religią czy żadnym typem usystematyzowanej wiary. Według jednej ankiety dla otherkinów i terian 44% z nich twierdzi, że miało poprzednie życie lub wiele żyć, co często wiąże się też z wiarą w reinkarnację. Często występujące jest również rozumienie i interpretowanie swojej duchowości w odniesieniu do natury, a także związana z tym sympatia do wierzeń okazującej jej szacunek – wicca, neopogaństwo, czy też praktykowanie szamaństwa. Jedno badanie wykazało, że bycie terianem wiąże się też z większym poparciem dla praw zwierząt. Są to jednak tylko niektóre z przykładów, wierzenia terian są indywidualistyczne i różnorodne.